# Ana María Noé
Ana María Noé (Palma de Mallorca, 1914-Madrid, julio de 1970) fue una actriz española.

## Biografía
Comenzó su actividad artística en Barcelona y empezó a despuntar tras la guerra civil española y en 1940 contaba ya su propia compañía con la que interpretó Lo increíble (1940),El nido ajeno (1941), y Vidas cruzadas (1942), todas ellas de Jacinto Benavente y junto a Enrique Guitart.
En 1942 estrena en España La herida del tiempo de John Boynton Priestley a la que seguirían Don Álvaro o la fuerza del sino con Alfonso Muñoz en el Teatro Español, Hay una mujer de diferencia (1944) o Las de Caín (1945). Integrada, desde principios de los años 50 en la compañía del Teatro Español, estrena, a las órdenes de José Tamayo, grandes obras de la Literatura como  Diálogos de Carmelitas (1954), de Georges Bernanos, Seis personajes en busca de autor (1955), de Pirandello, Proceso de Jesús (1956), de Diego Fabbri, Las brujas de Salem (1956), de Arthur Miller, El diario de Ana Frank (1957), Réquiem por una mujer (1957), de William Faulkner, Don Juan Tenorio (1958), de Zorrilla, Un soñador para un pueblo (1958), de Antonio Buero Vallejo. Desde principios de los 60 abandona el Español, pero mantiene su actividad teatral con éxitos como Largo viaje del día hacia la noche (1960), de Eugene O'Neill, La dama del alba (1962), de Alejandro Casona o La pechuga de la sardina (1964), de Lauro Olmo.
Debutó en el cine y rodó una veintena de películas, algunas de ellas Spaghetti Western en los años 60. En esa década tuvo también una destacada presencia en televisión, con intervención en espacios como Novela o Estudio 1.